# Jordania na Letnich Igrzyskach Olimpijskich 2000
Jordanię na Letnich Igrzyskach Olimpijskich 2000 reprezentowało ośmioro zawodników – czterech mężczyzn i cztery kobiety.

## Skład kadry

### Jeździectwo
- HRH Princess Haya

### Lekkoatletyka
- Mohammad Alkafraini - bieg na 800 m mężczyzn (odpadł w 1 rundzie eliminacji)
- Nada Kawar - pchnięcie kulą kobiet (odpadła w eliminacjach)

### Pływanie
- Omar Abu-Fares - 200 m stylem zmiennym mężczyzn (odpadł w eliminacjach)
- Hana Majaj - 200 m stylem motylkowym kobiet (odpadła w eliminacjach)

### Strzelectwo
- Mufid Al-Lawanseh

### Taekwondo
- Mohamed Al-Fararjeh

### Tenis stołowy
- Tatiana Al-Najar